# Лос-Ранчос (Каліфорнія)
Лос-Ранчос (англ. Los Ranchos) — переписна місцевість (CDP) в США, в окрузі Сан-Луїс-Обіспо штату Каліфорнія. Населення — 1516 осіб (2020).

## Географія
Лос-Ранчос розташований за координатами 35°12′43″ пн. ш. 120°37′46″ зх. д. / 35.21194° пн. ш. 120.62944° зх. д. (35.211927, -120.629484).  За даними Бюро перепису населення США в 2010 році переписна місцевість мала площу 7,34 км², з яких 7,33 км² — суходіл та 0,01 км² — водойми.

## Демографія
Згідно з переписом 2010 року, у переписній місцевості мешкало 1477 осіб у 583 домогосподарствах у складі 465 родин. Густота населення становила 201 особа/км².  Було 634 помешкання (86/км²).
Расовий склад населення:
| - 94,0 % — білих - 2,1 % — азіатів - 0,1 % — корінних американців - 0,1 % — чорних або афроамериканців - 1,2 % — осіб інших рас |

До двох чи більше рас належало 2,4 %. Частка іспаномовних становила 3,9 % від усіх жителів.
За віковим діапазоном населення розподілялося таким чином: 21,2 % — особи молодші 18 років, 54,7 % — особи у віці 18—64 років, 24,1 % — особи у віці 65 років та старші. Медіана віку мешканця становила 51,9 року. На 100 осіб жіночої статі у переписній місцевості припадало 101,8 чоловіків;  на 100 жінок у віці від 18 років та старших — 97,3 чоловіків також старших 18 років.
Середній дохід на одне домашнє господарство  становив 118 991 долар США (медіана — 92 500), а середній дохід на одну сім'ю — 148 215 доларів (медіана — 111 944). За межею бідності перебувало 6,0 % осіб, у тому числі 0,0 % дітей у віці до 18 років та 6,7 % осіб у віці 65 років та старших.
Цивільне працевлаштоване населення становило 611 осіб. Основні галузі зайнятості: освіта, охорона здоров'я та соціальна допомога — 34,2 %, фінанси, страхування та нерухомість — 24,5 %, роздрібна торгівля — 11,8 %, науковці, спеціалісти, менеджери — 9,3 %.